# Anapisa dufranei
Anapisa dufranei là một loài bướm đêm thuộc phân họ Arctiinae, họ Erebidae.